# Пожар на свадьбе в Кувейте
15 августа 2009 года на свадебной церемонии в Ойоне, мухафаза Джахра, Кувейт произошёл пожар, причиной его стал поджог.
23-летняя Насра Юсеф Мохаммад аль-Энези, первая жена жениха, предположительно в отместку, что муж взял себе вторую жену, облила бензином и подожгла палатку, где на праздник собрались женщины и дети. В течение трёх минут вся палатка, откуда был всего один выход и где не были предусмотрены меры противопожарной безопасности, оказалась охвачена огнём. Люди, находившиеся в палатке, оказались в ловушке. По заявлениям, температура внутри палатки превысила 500 °C.
По меньшей мере 57 человек погибло и 90 пострадало что сделало этот пожар самой смертоносной катастрофой среди гражданских в Кувейте за последние 40 лет. Большинство тел обгорело до полной неузнаваемости и их пришлось опознавать по зубным картам и анализам ДНК.
На следующий день Насра была арестована и сделала признание. Ей предъявили обвинение в предумышленном убийстве, покушении на убийство и в поджоге. Суд над ней начался в октябре 2009 года. Насра отрицала обвинения, заявив, что призналась под давлением и угрозами. Она также заявила, что потеряла ребёнка после того, как тюремный служащий, родственник её мужа, дал ей таблетки для прерывания беременности. В ноябре 2009 года после заявления адвокатов защиты, что Насра с детских лет страдает психическим расстройством неясной природы, судья Адель аль-Сагер распорядился провести психиатрическое обследование подсудимой. Судья также согласился вызвать в суд её мужа и её азиатскую служанку. Эти двое свидетелей обвинили её в поджоге. Позднее Насра заявила, что, проводя ритуал чёрной магии, она вылила на палатку заговорённую воду, но не бензин.
В марте 2010 года суд нашёл подсудимую виновной в 57 случаях умышленного убийства, поджоге с намерением убить и приговорил её к смертной казни . 25 января 2017 года Насра была повешена в Центральной тюрьме, как и шесть других смертников. По сообщениям ко времени казни Насра и другая смертница были в почти полном упадке духа.